# Чавес, Жоара
Жоара Чавес (порт. Joara Chaves; род. 22 марта 1962, Сан-Паулу) — бразильская шахматистка, международный мастер среди женщин (1985), международный судья (1993).
Четырёхкратная чемпионка Бразилии (1991, 1998, 2002 и 2008).
В составе сборной Бразилии участница 15-и Олимпиад (1982—2008, 2014).

## Изменения рейтинга
| Графики недоступны из-за технических проблем. См. информацию на Фабрикаторе и на mediawiki.org. |